# Контрада Фонтанеле (Салерно)
Контрада Фонтанеле је насеље у Италији у округу Салерно, региону Кампанија.
Према процени из 2011. у насељу је живело 36 становника. Насеље се налази на надморској висини од 472 м.